# مناظر بحرية

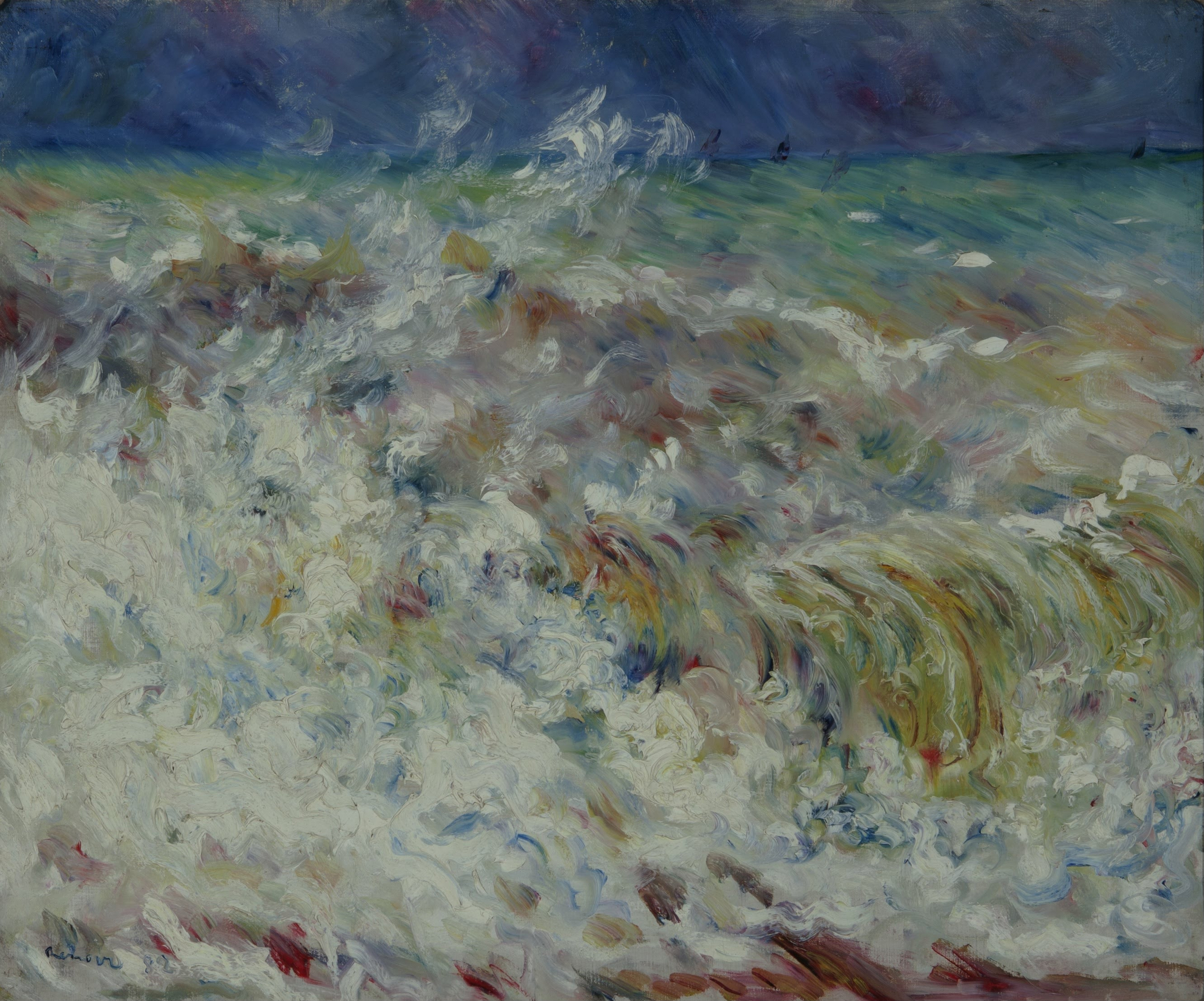
الموجة بيير أوجاست رينوار

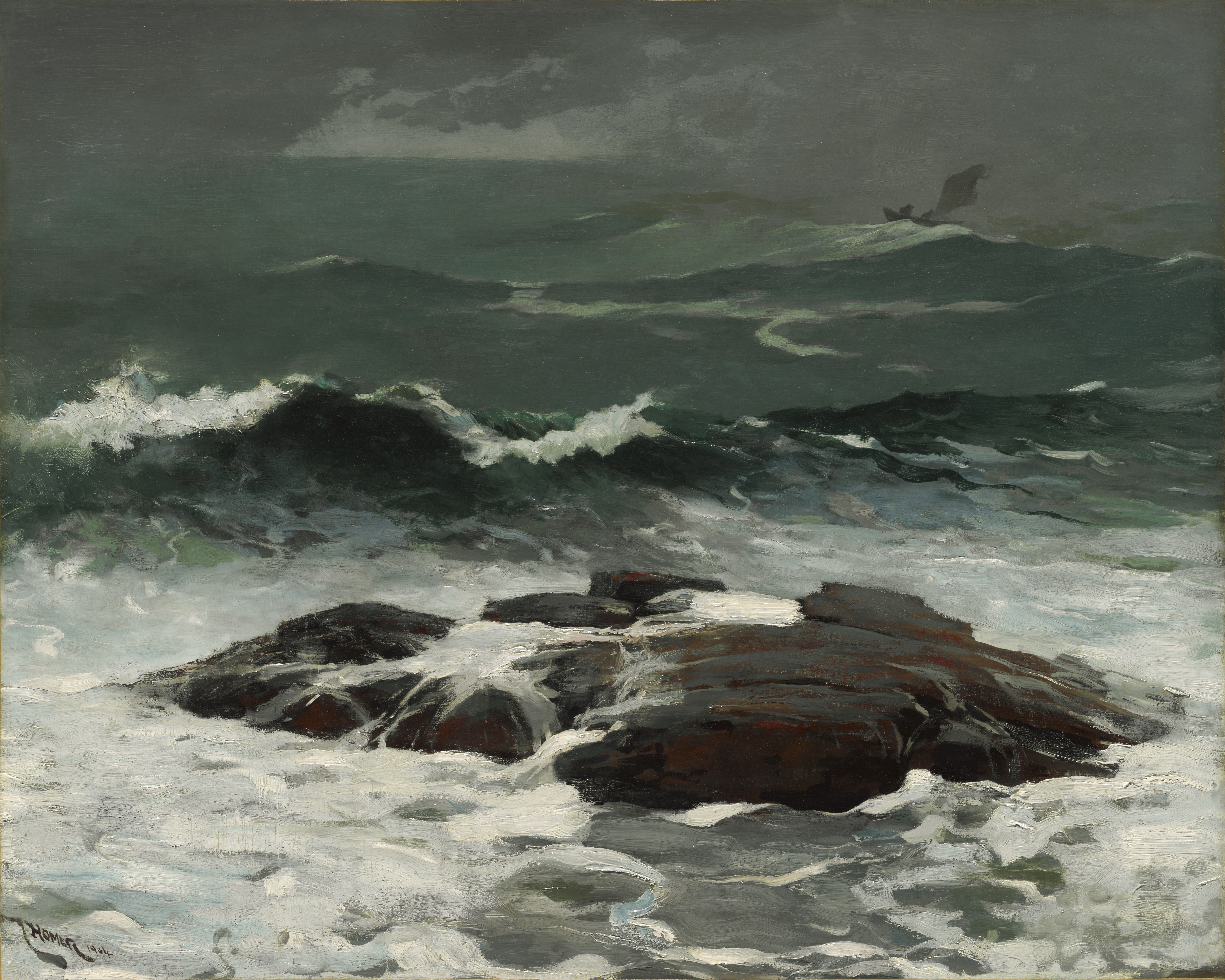
صرخة الصيف، 1904. منظر البحر بواسطة وينسلو هومر.

المناظر البحرية هي صورة أو لوحة أو أي عمل فني آخر يصور البحر، وبعبارة أخرى مثال على الفن البحري. نشأت الكلمة كتشكيل من المناظر الطبيعية، والتي تم استخدامها لأول مرة لصور الأرض في الفن. وبتطور مماثل، أصبح «المنظر البحري» يعني أيضًا مناظر فعلية للبحر نفسه، ويتم تطبيقه في سياقات التخطيط على المواقع الجغرافية التي تمتلك منظرًا جيدًا للبحر.

## استخدام التخطيط
في المملكة المتحدة، يتم تحديد المناظر البحرية في سياقات التخطيط واستخدام الأراضي كمزيج من الأرض المجاورة والساحلية والبحر داخل منطقة محددة من خلال مزيج من الرؤية البينية بين البحر وتقييم خصائص المناظر الطبيعية الساحلية، حيث تشكل الرؤوس الرئيسية نقاط تقسيم بين منطقة بحرية واحدة ومنطقة أخرى. تم تطوير هذا النهج لتخطيط المناظر الطبيعية الساحلية بشكل مشترك من قبل الهيئات البيئية الحكومية في ويلز المملكة المتحدة وأيرلندا في عام 2000 للمساعدة في التخطيط المكاني لتطورات مزارع الرياح البحرية الجديدة في ذلك الوقت. وقد تم تعديل دليل أفضل الممارسات في تقييم المناظر البحرية الناتج (المعهد البحري، أيرلندا، 2001) منذ ذلك الحين وتطبيقه في اسكتلندا وويلز للحصول على إرشادات لمطوري مزارع الرياح البحرية وحمل تقييمات التخطيط المكاني.
وفي الوقت نفسه، تم اعتماد الكلمة أيضًا في إنجلترا في إشارة إلى مناطق الطابع التاريخي والأثري للبحر، وهو نهج منهجي مختلف ولكنه مكمل يشمل ما يكمن تحت سطح البحر.

هذا الاستخدام للكلمة ينحرف عن التركيز على المناظر الطبيعية والإدراك البصري، بدلاً من ذلك يعتمد فقط على الإدراك المعرفي (ما يكمن تحت سطح البحر بعيدًا عن الأنظار لمعظمنا).

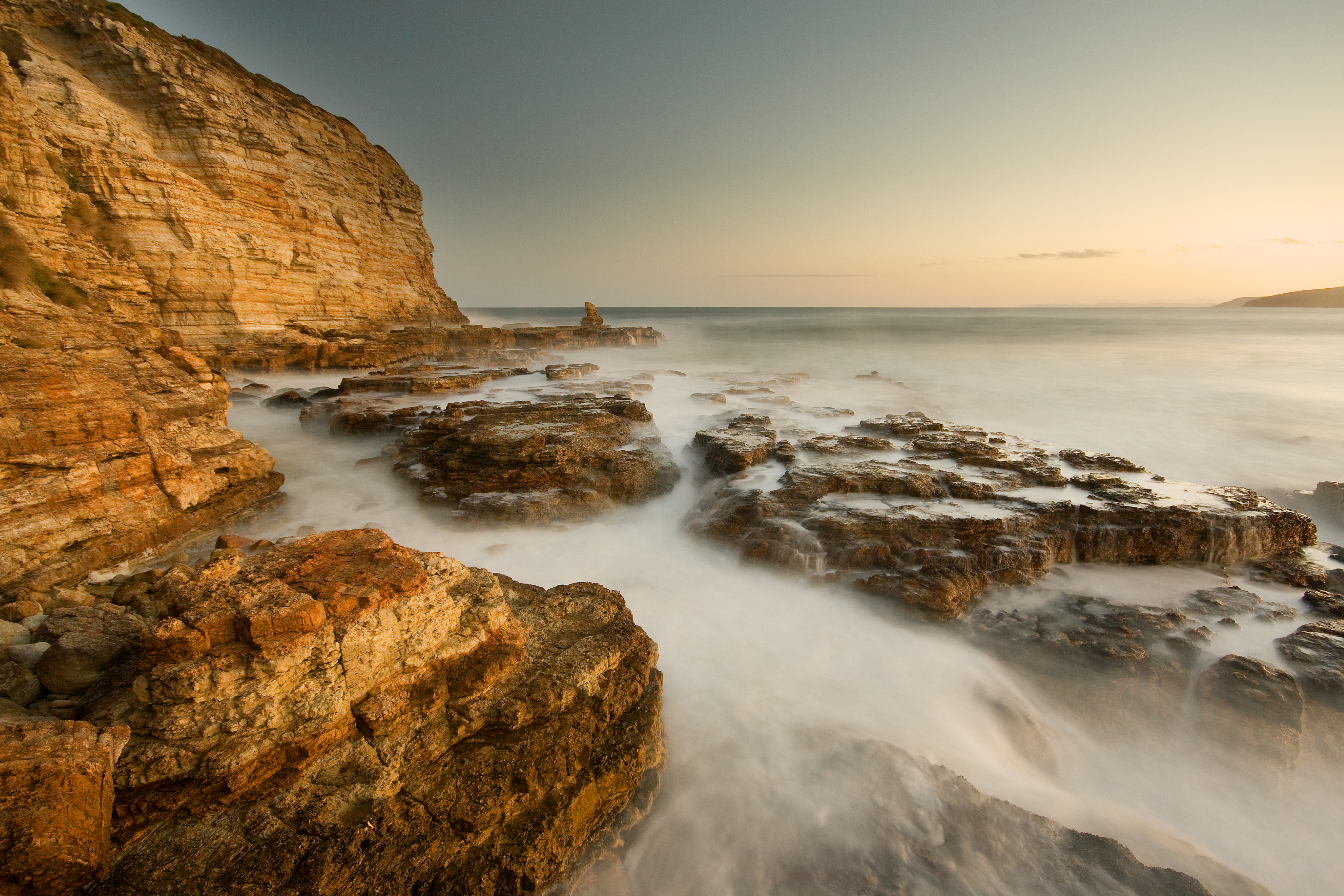
صورة المنظر البحري على شاطئ كليفتون، الذراع الجنوبي، تاسمانيا، أستراليا

تميز اللغة الويلزية بالفعل بين مورلونيو (المناظر البحرية بالمعنى التقليدي للصورة أو العرض أو الرسم) وموروداو (المناظر البحرية كمنطقة جغرافية متميزة تتميز بخصائص وخصائص معينة). لا يوجد مثل هذا التمييز في اللغة الإنجليزية.